# José Anuno

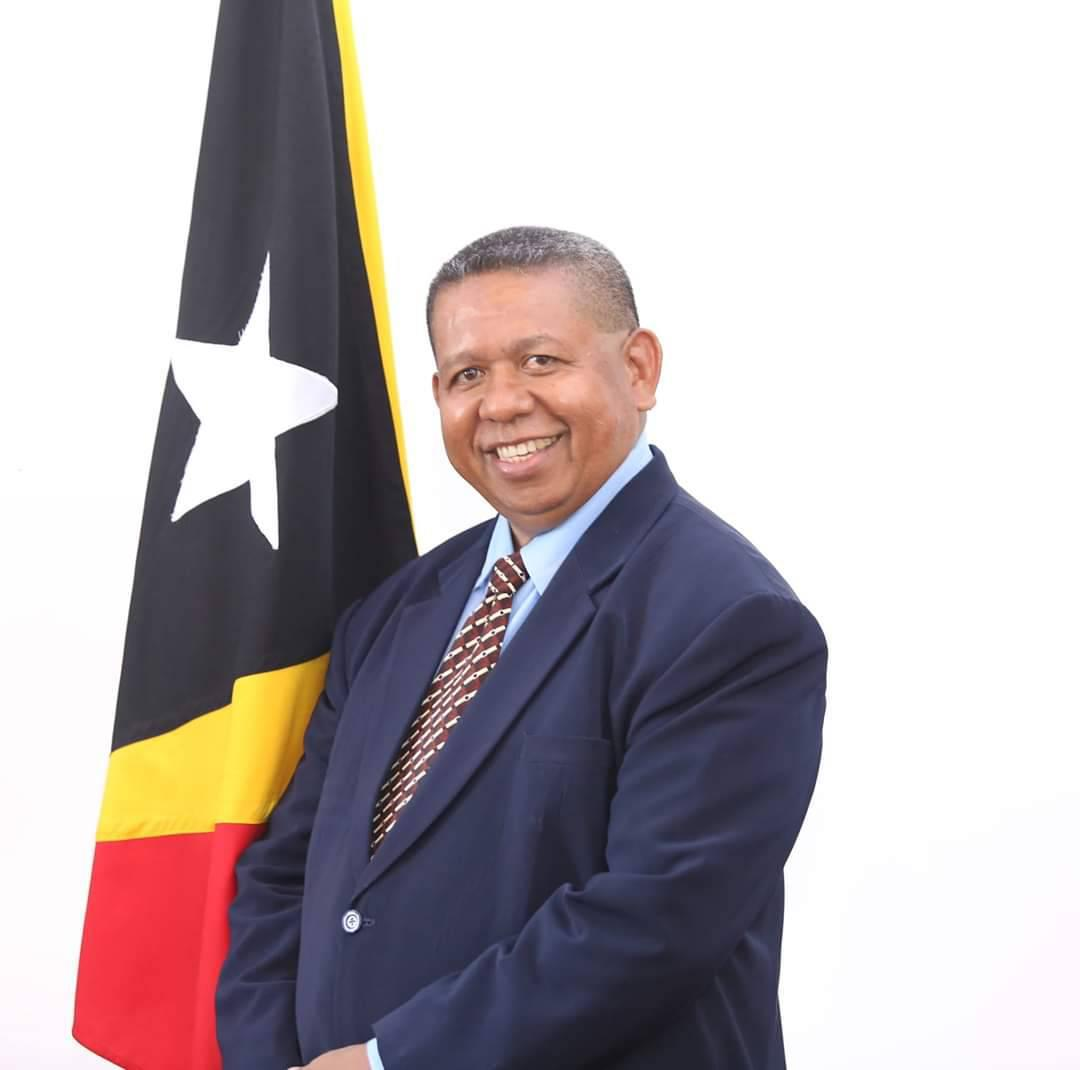
José Anuno

José Tanesib Anuno (* 20. Juli 1966 in Kiubose, Naimeco, Oe-Cusse Ambeno, Portugiesisch-Timor) ist ein Politiker aus Osttimor. Anuno ist Mitglied der Partei Partido Democrático (PD) und gehört zur Volksgruppe der Atoin Meto.

## Werdegang
Anuno besuchte von 1972 bis 1974 die Grundschule des portugiesischen Militärs und nach dem Einmarsch der Indonesier 1976 die Grundschule in Naimeco. Danach folgte von 1978 bis 1980 die Schule SDK Oe-Cusse, die Prä-Sekundarschule Santo Antonio Oe-Cusse von 1980 bis 1983 und die Sekundarschule St. José von 1983 bis 1986.
Anuno studierte an der Universitas Sam Ratulangi in Indonesien von 1986 bis 1990 und arbeitete dann als Beamter. 1995 erhielt er einen weiteren Abschluss an der Gadjah-Mada-Universität. Im unabhängigen Osttimor war Anuno von 2001 bis 2007 Direktor im Finanzministerium für Oe-Cusse Ambeno, von 2007 bis 2013 Distriktsadministrator von Oe-Cusse Ambeno und von 2013 bis 2014 im Ministerium für Staatsadministration Sekretär für die Gemeinde Oe-Cusse Ambeno. Von 2015 bis 2017 folgte der Posten als Direktor bei der Behörde der Sonderverwaltungsregion Oe-Cusse Ambeno.
Bei den Wahlen 2017 kandidierte Anuno auf Platz 11 der Wahlliste der PD und scheiterte, da die PD nur sieben Sitze erhielt.
Am 29. September 2017 wurde Anuno in der neuen Regierung zum Vizeminister für Staatsadministration ernannt und am 3. Oktober vereidigt. Seine Amtszeit als Vizeminister endete mit Antritt der VIII. Regierung Osttimors am 22. Juni 2018.

## Sonstiges
Anuno spricht Tetum, Bahasa Indonesia, Portugiesisch, Uab Meto und Englisch.